# Chama congregata
Chama congregata är en musselart som beskrevs av Conrad 1833. Chama congregata ingår i släktet Chama och familjen Chamidae. Inga underarter finns listade i Catalogue of Life.

Vänster klaff